# Astragalus peregrinus
Astragalus peregrinus är en ärtväxtart som beskrevs av Vahl. Astragalus peregrinus ingår i släktet vedlar, och familjen ärtväxter.

## Underarter
Arten delas in i följande underarter:
- A. p. peregrinus
- A. p. warionis